# Az Egyesült Királyság kormánya
Az Egyesült Királyság kormánya Nagy-Britannia és Észak-Írország Egyesült Királysága központi kormánya. Angol hivatalos neve His Majesty's Government in the United Kingdom (amikor az uralkodó nő, Her Majesty's Government in the United Kingdom), azaz Őfelsége Kormánya az Egyesült Királyságban, rövidítve gyakran HMG.
A kodifikálatlan alkotmány szerint a végrehajtó hatalom névlegesen a monarcha (az uralkodó) kezében van, de ezt csak a Kabineten keresztül és annak tanácsára gyakorolhatja. (Ez utóbbi a legrangosabb koronaminiszterekből áll, akiket államtanácsosoknak neveznek ki.)
"A kormány" gyűjtőnév, amely valamennyi koronaminiszterre vonatkozik, akik mind a Parlament valamelyik házának tagjai. A kormány és tagjai a Parlamentnek felelnek.
Általános végrehajtó, rendeletalkotási és kiterjedt kinevezési jogokkal rendelkezik, számos jelentős hatalommal rendelkező hivatalnok és testület azonban - mint a bírók, a helyi hatóságok vagy a Jótékonysági Bizottság (Charity Commission) a kormánytól többé-kevésbé függetlenek. A hatalma azokra a jogokra korlátozódik, amelyeket a korona a közjog, a Common Law alapján megtartott magának, illetve amelyeket a Parlamenttől kapott, és köti az európai uniós jog. Tartalmi és eljárási korlátozásai bírósági úton érvényesíthetők.
A kormány feje a miniszterelnök. A királynő nevezi ki a parlament tagjai közül (a 20. század eleje óta a képviselőház tagjai közül, de a korábbi miniszterelnökök gyakran a Lordok Házából jöttek) azt a tagot, aki a legnagyobb valószínűséggel tud képviselőházi többséget maga mögé állítani. Rezidenciája a Downing Street 10, amely a legtöbb minisztériummal együtt Westminsterben található. A királynő a miniszterelnök javaslatára nevezi ki vagy meneszti a többi kormánytagot, de az egész kormánynak le kell mondania, ha a képviselőházban bizalmi szavazást veszít. A kormány a parlamenttől függ a törvényhozás tekintetében is és ötévente újraválasztják.
Jelenleg Keir Starmer a miniszterelnök, aki egyben a Munkáspárt elnöke. III. Károly király 2024. július 5-én nevezte ki.

## Fordítás
- Ez a szócikk részben vagy egészben  a   Government of the United Kingdom című angol Wikipédia-szócikk ezen változatának fordításán alapul.  Az eredeti cikk szerkesztőit annak laptörténete sorolja fel. Ez a jelzés csupán a megfogalmazás eredetét és a szerzői jogokat jelzi, nem szolgál a cikkben szereplő információk forrásmegjelöléseként.